# Qarabağ FK
Qarabağ Futbol Klubu, w Polsce znany jako Karabach Agdam – azerski klub piłkarski z formalną siedzibą w Ağdamie, jednak faktycznie funkcjonujący w Baku, gdzie rozgrywa domowe mecze.

## Historia
Klub założono w 1951 r. pod nazwą Məhsul (Mehsuł) Ağdam, jednak drużyna została zgłoszona do rozgrywek dopiero rok później (w ZSRR, grano wówczas systemem „wiosna-jesień”). W 1952 r. otwarto również stadion miejski w Ağdam. W 1966 r. zespół zadebiutował w mistrzostwach Azerskiej SRR, a najlepszy wynik w tych rozgrywkach osiągnął w 1968 r., zdobywając wicemistrzostwo republiki, po czym zawieszono działalność klubu.
W 1977 r. klub został reaktywowany pod nazwą Şəfəq (Szefeg), będąc jedyną organizacją piłkarską w Ağdamie. W 1991 r. Azerbejdżan odzyskał niepodległość, a w 1992 r. utworzono ligę azerską. 23 lipca 1993, podczas pierwszej wojny o Górski Karabach, Ağdam zostało zajęte przez armeńskie siły zbrojne, co zmusiło Karabach do przeniesienia się ze stadionu İmarət do Baku. Przez to wydarzenie klub podupadł finansowo, jednak zdobył tytuł mistrza i Puchar Azerbejdżanu, a w następnym sezonie wicemistrzostwo. Najgorszy okres w historii klubu to lata 1998–2001. W 2001 r. klub zyskał poważnego sponsora – Azərsun, największy holding w Azerbejdżanie, zmieniając nazwę na Karabach Azersun Ağdam. W 2003 r. zmienił nazwę na obecną. 
W sezonie 2002/03 drużyna zajęła 3. miejsce w lidze. W 2008 r. była gwiazda futbolu Azerbejdżanu – Qurban Qurbanov został mianowany głównym trenerem po niespodziewanym odejściu Rasima Kary do Xəzəru Lenkoran na tydzień przed rozpoczęciem sezonu 2008/09. Kierowany przez Gurbana Qurbanova, Karabach zignorował powszechną strategię w futbolu Azerbejdżanu: unikanie zagranicznych transferów na rzecz pielęgnowania lokalnych talentów. Qurbanov przywiózł ze sobą styl gry „tiki-taka”, charakteryzujący się krótkimi podaniami, długimi okresami rozbudowy i zmianą pozycji zawodników. 
W 2017 r., po zwycięstwie nad Sheriffem Tyraspol, Karabach po raz pierwszy zakwalifikował się do play-offów Ligi Mistrzów. W pierwszym meczu wygrał 1:0 z FC København w Baku. Pomimo przegranej 1:2 w rewanżu, Karabach awansował i został pierwszym zespołem z Azerbejdżanu, który dotarł do fazy grupowej Ligi Mistrzów. W grupie C dwa razy zremisował z Atlético Madryt, a 4 mecze przegrał. W sierpniu 2021 r. Karabach zapewnił sobie pierwszy udział w fazie grupowej Ligi Konferencji Europy. 
W sezonie 2021/2022 Karabach ponownie zdobył mistrzostwo kraju, zapewniając sobie grę w kwalifikacjach Ligi Mistrzów – w pierwszej rundzie trafił na mistrza Polski Lecha Poznań, którego pokonał 5:2 w dwumeczu. W drugiej rundzie wyeliminował mistrza Szwajcarii FC Zürich. Nie awansował do Ligi Mistrzów (odpadając w fazie play-off z Viktorią Pilzno), ale poprzez zajęcie trzeciego miejsca w fazie grupowej Ligi Europy UEFA, dotarł do 1/16 finału Ligi Konferencji Europy, w której został wyeliminowany przez belgijski KAA Gent.
W 2023 Karabach obronił mistrzostwo Azerbejdżanu. W pierwszej rundzie eliminacji do Ligi Mistrzów wyeliminował Lincoln Red Imps (2:1, 4:0), a w drugiej rundzie odpadł z mistrzem Polski Rakowem Częstochowa (2:3, 1:1).

## Osiągnięcia
- Mistrzostwo Azerskiej SRR: 1988, 1990
- Puchar Azerskiej SRR: 1990
- Mistrzostwo Azerbejdżanu: 1993, 2014, 2015, 2016, 2017, 2018, 2019, 2020, 2022, 2023, 2024, 2025
- Puchar Azerbejdżanu: 1993, 2006, 2009, 2015, 2016, 2017, 2022, 2024
- Superpuchar Azerbejdżanu: 1994
- Faza grupowa Ligi Mistrzów UEFA w sezonie 2017/2018

## Obecny skład
Stan na 26 lipca 2023
| Nr | Poz. | Piłkarz                  |
| -- | ---- | ------------------------ |
| 1  | BR   | Şahruddin Məhəmmədəliyev |
| 4  | OB   | Rahil Mammadov           |
| 5  | OB   | Maksim Medvedev          |
| 6  | PO   | Júlio Romão              |
| 7  | PO   | Yassine Benzia           |
| 8  | PO   | Marko Janković           |
| 10 | PO   | Abdellah Zoubir          |
| 11 | NA   | Adama Diakhaby           |
| 13 | OB   | Bəhlul Mustafazadə       |
| 15 | PO   | Leandro Andrade          |
| 17 | NA   | Hamidou Keyta            |
| 18 | NA   | Juninho                  |
| 19 | PO   | Redon Xhixha             |

| Nr | Poz. | Piłkarz            |
| -- | ---- | ------------------ |
| 20 | PO   | Richard Almeida    |
| 23 | BR   | Luka Gugeszaszwili |
| 27 | PO   | Toral Bayramov     |
| 29 | OB   | Marko Vešović      |
| 30 | OB   | Abbas Hüseynov     |
| 44 | PO   | Elvin Cəfərquliyev |
| 55 | OB   | Bədavi Hüseynov    |
| 66 | PO   | Patrick Andrade    |
| 81 | OB   | Kevin Medina       |
| 83 | OB   | Nihad Guliyev      |
| 89 | BR   | Amin Ramazanov     |
| 90 | PO   | Nariman Akhundzade |